# Robert Finn (Mathematiker)
Robert Finn (* 8. August 1922 in Buffalo, New York; † 16. August 2022 in Palo Alto, Kalifornien) war ein US-amerikanischer Mathematiker.

## Werdegang
Finn wurde 1951 an der Syracuse University bei Abe Gelbart promoviert (On some properties of the solution of a class of non-linear partial differential equations). Als Post-Doktorand war er bis 1953 am Institute for Advanced Study und 1953/54 am Institut für Hydrodynamik der University of Maryland. 1954 wurde er Assistant Professor an der University of Southern California und 1956 Associate Professor am Caltech. Seit 1959 war er Professor an der Stanford University.
Er befasste sich anfänglich mit Minimalflächen und quasikonformen Abbildungen und später mit mathematischen Problemen der Hydrodynamik, zum Beispiel in der mathematisch strengen Behandlungen von Kapillaritätserscheinungen. Er hatte viele Gastprofessuren, zum Beispiel an der Universität Bonn. Unter anderem war er 1978 Austauschwissenschaftler bei der Akademie der Wissenschaften der Sowjetunion und 1987 bei der Akademie der Wissenschaften der DDR.
1985 wurde er korrespondierendes Mitglied der Sächsischen Akademie der Wissenschaften. 1994 wurde er Ehrendoktor der Universität Leipzig. 1958/58 und 1965/66 war er Guggenheim Fellow. Ab 1979 war er Herausgeber des Pacific Journal of Mathematics.

## Schriften
- Equilibrium capillary surfaces (= Die Grundlehren der mathematischen Wissenschaften in Einzeldarstellungen, Band 284), Springer Verlag, New York, Berlin, Heidelberg, Tokyo 1986, ISBN 3-540-96174-7